# 緘默權
緘默權（英語：right to silence）是指在刑事訴訟中被告人、犯罪嫌疑人所享有的可以对司法人员的讯问保持沉默，而不自证其罪的权利。沉默权是当今世界许多国家赋予犯罪嫌疑人、被告人享有的一项非常重要的诉讼权利。其法理基礎源自不自證己罪原則，現今已為多數國家的法律所承認。

## 在全世界的情況

### 英国
英國內戰时期人物约翰·李尔本是最早主张沉默权的人物之一。沉默权这一概念因约翰·李尔本案而形成于17世纪的英国法，1898年英国在其《刑事证据法》中明确规定被告人享有沉默权。

### 美国
美国从英国移植了沉默权制度，1789年提出的美國憲法第五修正案明确规定了反对自我归罪的原则。米兰达警告的运用，成为沉默权在美国真正确立的标志。

### 香港
因《中華人民共和國香港特別行政區基本法》中的第8条有对香港已有法律予以保留的相关规定，据第383章《香港人權法案條例》中的第11(2)(庚)條规定，审判被控刑事罪时被告享有“不得强迫被告自供或认罪之权利”。

### 澳門
澳門刑事訴訟法第50條規定，除法律規定之例外情况外，嫌犯在訴訟程序任何階段內特別享有下列權利：(3)有權不回答任何實體就對其歸責事實所提出的問題，以及就其所作與該等事實有關的陳述所提出的問題。

### 中国大陆
中国大陆对沉默权的态度并不明确。据《中华人民共和国刑事诉讼法》第120條规定，犯罪嫌疑人對偵查人員的提問應當如實回答，但該條同時規定，犯罪嫌疑人對與案無關的問題，有拒絕回答的權利；第52條規定，不得強迫任何人證實自己有罪；第55条规定，只有被告人供述，没有其他证据的，不能认定被告人有罪和处以刑罚。

### 臺灣
《刑事訴訟法》

第 九 章 被告之訊問

第 95 條
訊問被告應先告知下列事項：
1. 犯罪嫌疑及所犯所有罪名。罪名經告知後，認為應變更者，應再告知。
2. 得保持緘默，無須違背自己之意思而為陳述。
3. 得選任辯護人。如為低收入戶、中低收入戶、原住民或其他依法令得請求法律扶助者，得請求之。
4. 得請求調查有利之證據。

無辯護人之被告表示已選任辯護人時，應即停止訊問。但被告同意續行訊問者，不在此限。
第 100-2 條
本章之規定，於司法警察官或司法警察詢問犯罪嫌疑人時，準用之。